# Tylochromis polylepis
Tylochromis polylepis — вид окунеподібних риб родини цихлових (Cichlidae).

## Поширення
Ендемік озера Танганьїка, а також нижньої течії основних річок, що впадають, включаючи Лукуга, Малагарасі та Рузізі.

## Опис
Виростає завдовжки до 43,5 см. Відрізняється від членів роду великою кількістю лусок в бічній лінії (54-59).

## Спосіб життя
Мальки живуть вздовж берегів у зграях, дорослі блукають піщаним дном поодинці. Трапляється на мілководних прибережних ділянках озера, в лагунах та гирлах річок. Харчується переважно ракоподібними та комахами, разом з деякими рослинами, також поїдає молюсків. Самиця відкладає близько 100 яєць діаметром 6 мм.